# 오카니와 슈토
오카니와 슈토(일본어: 岡庭 愁人, 1999년 9월 16일 ~ )는 일본의 축구 선수이다.

## 구단 경력
그는 2016년부터 J리그의 FC 도쿄, 오미야 아르디자에서 뛰었다.